# Józefów (powiat ostrowski)
Józefów – wieś w Polsce położona w województwie wielkopolskim, w powiecie ostrowskim, w gminie Raszków. 
Leży przy zachodniej granicy Raszkowa, przy drodze powiatowej Raszków-Krotoszyn, ok. 7 km na północny zachód od Ostrowa Wlkp.
Według Słownika geograficznego Królestwa Polskiego (wydanego w roku 1882) Józefów jako folwark wchodził w skład miasta Raszkowa oraz liczył 5 domów i 103 mieszkańców.
Przed 1932 rokiem miejscowość położona była w powiecie odolanowskim, W latach 1975–1998 w województwie kaliskim, w latach 1932-1975 i od 1999 w powiecie ostrowskim.